# Столичная мухафаза
Столичная мухафаза (араб. محافظة العاصمة‎) — административная единица в составе Бахрейна. Административный центр — столица страны Манама. На территории в 75,4 км² проживает 516,7 тыс. жителей.

## Расположение
Столичная мухафаза находится в северной части Бахрейна, на побережье Персидского залива и граничит:
- с запада — с Северной мухафазой;
- с юга — с Южной мухафазой;
- с востока — с мухафазой Мухаррак.

## История
В начале XX века английские наместники в Бахрейне задались целью упорядочить свои уделы административно — совершив административную реформу в Бахрейне (впервые среди стран Персидского залива), которая меняла государственные органы и общество в эмирате. После Второй мировой войны английская корона провела административные изменения, создав на базе исторических центров государства несколько административных единиц. Позже, после обретения независимости Бахрейна, в 1971 году, эмир Бахрейна Иса ибн Салман аль-Халифа, разграничил территорию эмирата на несколько административных единиц — Минтака, среди которых, в частности, Минтака Манама. А 3 июля 2002 года она была реформирована в Столичную мухафазу.